# Flaccia dione
Flaccia dione är en insektsart som beskrevs av Ronald Gordon Fennah 1956. Flaccia dione ingår i släktet Flaccia och familjen Derbidae. Inga underarter finns listade i Catalogue of Life.